# Kongres hrvatskih povjesničara
Kongres hrvatskih povjesničara znanstveni je skup u organizaciji Hrvatskog nacionalnog odbora za povijesne znanosti i Društva za hrvatsku povjesnicu.

## Povijest
Prvi Kongres hrvatskih povjesničara održan je u Zagrebu 1999. godine.

## Kronologija

### I. kongres hrvatskih povjesničara
Prvi kongres hrvatskih povjesničara održan je u Zagrebu 1999. i 2000. godine. Tema skupa bila je Hrvatski nacionalni i državni identitet i kontinuitet.

### II. kongres hrvatskih povjesničara
Drugi kongres hrvatskih povjesničara održan je u Puli od 29. rujna do 3. listopada 2004. godine. Tema skupa bila je Hrvatska i Europa – integracije u povijesti.

### III. kongres hrvatskih povjesničara
Treći kongres hrvatskih povjesničara održan je u Splitu i Supetru od 1. do 5. listopada 2008. godine. Tema skupa bila je Religija u društvenom i kulturnom kontekstu hrvatske povijesti.

### IV. kongres hrvatskih povjesničara
Četvrti kongres hrvatski povjesničara održan je u Zagrebu od 1. do 5. listopada 2012. godine. Tema skupa bila je Sloboda.

### V. kongres hrvatskih povjesničara
Peti kongres hrvatskih povjesničara održan je u Zadru od 5. do 8. listopada 2016. godine. Tema skupa bila je Krize, sukobi i solidarnost u povijesnoj perspektivi.

### VI. kongres hrvatskih povjesničara
Šesti kongres hrvatskih povjesničara održava se u Rijeci od 29. rujna do 2. listopada 2021. godine. Tema skupa je Kultura.

## Vanjske poveznice
Mrežna mjesta
- Kongres hrvatskih povjesničara  Arhivirana inačica izvorne stranice od 1. listopada 2021. (Wayback Machine), na stranicama Hrvatskog nacionalnog odbora za povijesne znanosti